# Cap Saint Roque
Le cap São Roque se trouve au Brésil, dans le Nord de l'État du Rio Grande do Norte, dans la municipalité de Maxaranguape.
Il est souvent cité, car il est le point de l'Amérique le plus proche de la côte africaine. Il marque, en outre, la séparation entre deux côtes principales du Brésil : 
- de la Guyane française jusqu'à au cap São Roque, la côte est basse et marécageuse, spécialement dans le delta de l'Amazone.
- du Cap Saint Roque vers le sud, la côte est plus massive, avec beaucoup de criques et baies où on retrouve les plus grandes villes du pays de Salvador (Bahia) à Pôrto Alegre.

Le cap a donc eu un rôle considérable dans les explorations des XVe et XVIe siècles : c'est notamment là que s'arrêta, en 1499, Amerigo Vespucci après avoir suivi la côte depuis Maracaibo.
Enfin, le cap est souvent cité par les spécialistes des courants marins. Ici, en effet, arrive, du golfe de Guinée, le courant sud-équatorial, qui s'y divise en deux branches : le courant du Brésil, vers le sud et le courant nord-équatorial, vers l'ouest, jusqu'aux Caraïbes, où il prend le nom de Gulf Stream.